# RS-526
Pour les articles homonymes, voir Route 526.
La RS 526 est une route locale du Nord-Ouest de l'État du Rio Grande do Sul qui relie la municipalité de Cruz Alta à celle de Pejuçara. Elle dessert ces deux seules communes, et est longue de 15,700 km.